# Anthony Principi
 (mai 2018).
Si vous disposez d'ouvrages ou d'articles de référence ou si vous connaissez des sites web de qualité traitant du thème abordé ici, merci de compléter l'article en donnant les références utiles à sa vérifiabilité et en les liant à la section « Notes et références ».
Anthony Joseph Principi, né le 16 avril 1944 dans le Bronx (New York), est un homme politique américain. Membre du Parti républicain, il est secrétaire aux Anciens combattants entre 2001 et 2005 dans l'administration du président George W. Bush.

## Biographie
En 1967, Anthony Principi est diplômé de l'académie navale d'Annapolis dans le Maryland. Il commence son service actif sur le destroyer USS Joseph P. Kennedy puis prend le commandement de patrouilles dans le delta du Mékong au Viêt Nam.
En 1975, il est diplômé en droit et commence une carrière dans le corps des juges-avocats (JAG) de la marine américaine à San Diego en Californie.
En 1980, il rejoint Washington, D.C. en tant que conseiller juridique au département de la marine.
De 1984 à 1988, il est conseiller républicain à la commission sénatoriale chargée des vétérans.
De 1989 à 1992, il est secrétaire adjoint aux Anciens combattants dans le gouvernement de George H. W. Bush. Le 26 septembre 1992, il est nommé secrétaire aux Anciens combattants par intérim (acting secretary).
En janvier 1993, il devient le conseiller de la commission sénatoriale chargée des forces armées.
Il devient plus tard le vice-président de Lockheed Martin IMS, partenaire dans un cabinet juridique de San Diego et président de QTC Medical Services, Inc.
En 2001, le président George W. Bush en fait le secrétaire aux Anciens combattants (poste ayant rang au cabinet présidentiel)
En novembre 2004, il présente sa démission pour prendre en 2005 la direction à Washington, D.C. de la compagnie pharmaceutique Pfizer.